# Parafia Świętego Ducha w Szczecinie
Parafia pod wezwaniem Świętego Ducha w Szczecinie – parafia rzymskokatolicka należąca do dekanatu Szczecin-Słoneczne, archidiecezji szczecińsko-kamieńskiej, metropolii szczecińsko-kamieńskiej. Została erygowana w 1946. Siedziba parafii mieści się w Szczecinie przy ulicy Młodzieży Polskiej.